# Plumpton, Northamptonshire
Plumpton är en by i civil parish Weston and Weedon, i distriktet West Northamptonshire, i grevskapet Northamptonshire i England. Byn är belägen 10 km från Towcester. Orten har 12 invånare (2009). Plumpton var en civil parish fram till 1935 när blev den en del av Weston & Weedon. Civil parish hade 32 invånare år 1931. Byn nämndes i Domedagsboken (Domesday Book) år 1086, och kallades då Pluntune.